# Preux-au-Bois
Preux-au-Bois là một xã ở trong tỉnh Nord ở miền bắc nước Pháp. Xã này có diện tích 3,99 kilômét vuông, dân số năm 1999 là 807 người. Xã nằm ở khu vực có độ cao từ 139-160 mét trên mực nước biển.